# Sala Sporturilor „Lascăr Pană”
|  |

Sala Sporturilor „Lascăr Pană”, situată pe Bulevardul Unirii nr. 14 A, este o sală multifuncțională din Baia Mare, România, una din bazele Complexului Sportiv Național „Lascăr Pană”, instituție publică cu personalitate juridică aflată în subordinea Agenției Naționale pentru Sport. Este folosită ca bază locală pentru echipele masculine și feminine de handbal și volei din Baia Mare. La parterul Sălii Sporturilor „Lascăr Pană” este amplasat sediul CS Minaur Baia Mare. Sala este amplasată în sudul orașului aproape de Stadionul de rugby „Lascăr Ghineț”, Stadionul de atletism și Bazinul Olimpic de Înot „Gheorghe Demeca”, care sunt de asemenea baze ale Complexului Sportiv Național „Lascăr Pană”, la aproximativ 1,5 km de Gara Baia Mare, la aproximativ 9,2 km de Aeroportul Internațional „Maramureș”, la aproximativ 1,3 km de centru și la aproximativ 1 km de Drumul Național 1C și aproximativ 1,2 km de Drumul Național 18.
Denumită inițial Sala Sporturilor „Dacia”, sala a fost redenumită în onoarea lui Lascăr Pană, fost antrenor al echipei de handbal masculin HC Minaur Baia Mare, cu care a cucerit Cupa IHF, edițiile din 1985 și 1988.
Sala Sporturilor „Lascăr Pană”, inaugurată în 1975, proiectată de inginerul Dorin Țarog și construită de Trustul Antepriză Generală Construcții Montaj Maramureș, are o suprafață totală de 8 720 m2, cuprinde terenuri omologate de handbal, volei și baschet, un vestiar pentru arbitri, un vestiar pentru antrenori, patru vestiare pentru sportivi, saună, bazin de recuperare, sală pentru conferințe de presă, sală de forță, amplasată la etajul I și cabinet medical. Sala dispune de un teren de joc care măsoară 40x20 m și poate găzdui 2 218 spectatori la evenimente sportive iar suprafața de joc este din scândură de arțar. În 2007 sala a fost renovată prilej cu care a fost refăcută hidroizolația, vestiarele și cabinetul medical; s-au înlocuit scaunele, geamurile, rețelele de încălzire, sanitare și electrice și s-a zugrăvit, în 2009 s-a schimbat tabela de marcaj iar în 2018 a fost schimbat sistemul de iluminare.
Până în 2015, Sala Sporturilor „Lascăr Pană” a fost în patrimoniul public al statului român, fiind administrată de Direcția Județeană pentru Sport și Tineret Marmureș. În 2015 sala a fost trecută din domeniul public al statului în domeniul public al municipiului Baia Mare, fiind administrată de CS Minaur Baia Mare. Odată cu înființarea Complexului Sportiv Național „Lascăr Pană”, în 2018, sala a trecut din nou în domeniul public al statului, fiind administrată de CSN „Lascăr Pană”.
Printre evenimentele găzduite de sală se numără:
- Turneul Final four al Ligii Europene la handbal feminin ediția 2020-2021[33][34];
- manșe ale finalelor Cupei IHF la handbal masculin[8][35];
- turnee Final four ale Cupei României la handbal feminin sau la handbal masculin[36][37];
- Trofeul Carpați la handbal feminin ori la handbal masculin[38][8][39][40][41];
- meciuri ale naționalelor României la handbal sau fotbal în sală[42][43][44][45][46];
- selecția națională Eurovision 2016[47];
- turnee de handbal[48][49][50][51][52] și volei[53][54][55];
- Jocurile Naționale Special Olympics 2017[56];
- Cupa „Top Trade” și Cupa „Minerul” la fotbal în sală[57][58][59][60][61];
- turnee de gimnastică ritmică[62][63];
- concursuri de dans sportiv[64];
- turnee de arte marțiale[65][66][67][68];
- expoziții[69][70][71][72][73][74][75];
- concerte[76];
- spectacole de teatru[77][78];
- cursuri universitare festive[79];
- ceremonii religioase[80];